# Peregrín de Sajonia
Peregrín de Sajonia (en serbocroata: Peregrin Saksonac; fallecido el 28 de enero de 1356), fue el primer vicario de Bosnia, y luego se convirtió en arzobispo electo de Split y obispo de Bosnia.

## Vicario
Peregrín era un fraile franciscano que se hizo amigo de Esteban II, ban de Bosnia, lo que le dio mucha influencia a la orden en el país, que de otro modo sería notorio por su Iglesia bosnia autónoma, y considerada herética. El vicariato fue establecido por Gerardo Odonis con la aprobación de Esteban en 1340, y aunque Peregrín es mencionado por primera vez como vicario en 1344, está claro que había sido instalado antes. Esteban, que se convirtió al catolicismo en la década de 1340, elogió el trabajo de Peregrín en nombre de la Iglesia católica ante el papado y solicitó que se le permitiera al vicario convocar a más monjes de varias órdenes para ayudarlo. El ban insistió en que los monjes enviados a Bosnia «sabían eslavo o al menos tienen la aptitud para aprenderlo», como Peregrín había hecho diligentemente y exigido de otros misioneros.
Peregrín dirigió la construcción de monasterios en toda Bosnia, desde Mile (cerca de Visoko) hasta Kraljeva Sutjeska, Olovo, Srebrenica y más. En 1346, el papa Clemente VI le permitió construir dos monasterios fuera de Bosnia, en Ston y Đakovo, para que los monjes descansaran y se recuperaran. Involucrándose en asuntos tanto espirituales como seculares en Bosnia, Peregrín actuó como canciller del ban. Ayudó a Esteban en sus esfuerzos por concluir una alianza con Serbia y Venecia contra Hungría, y fue tan influyente que las autoridades venecianas instruyeron a sus embajadores en Bosnia para que le explicaran sus misiones antes de acercarse al gobernante.

## Obispo
Cuando el arzobispo de Split Domenico Luccari murió en 1348, el capítulo eligió a Peregrín como su sucesor. Esteban, sin embargo, estaba decidido a mantener a Peregrín en Bosnia. Aprovechando la reciente vacante de la diócesis de Bosnia, el ban pidió al gobierno de la República de Venecia que interviniera ante la Santa Sede y recomendara a su vicario de confianza como próximo obispo. De esta manera, también quería evitar disputas sobre diezmos y autoridad entre el obispado, con sede en la ciudad croata de Đakovo, y el vicariato, cuyos miembros estaban activos en Bosnia. El papa Clemente VI ya había nombrado a un obispo, Juan, pero aceptó la sugerencia del ban, y Peregrín fue nombrado obispo de Bosnia el 28 de enero de 1349. Peregrín fue el primer obispo en haber estado en Bosnia desde la década de 1230. Esteban II murió en 1353, y Peregrín mantuvo estrechas relaciones con su sucesor, Tvrtko I, quien lo llamó su «padre espiritual». Aunque la ordenación de Peregrín como obispo de Bosnia resolvió el problema de la división de la autoridad, después de su muerte el 28 de enero de 1356, el papa Inocencio VI no volvió a seleccionar a un franciscano y las instituciones se separaron una vez más.
Peregrín es considerado uno de los hombres más importantes en la historia del catolicismo en Bosnia y Herzegovina. Está enterrado en el monasterio franciscano de Đakovo. Inmediatamente después de su muerte, los franciscanos de su Sajonia natal lo incluyeron entre las personas beatificadas de su provincia, y ahora es reverenciado por todos los miembros de la orden.